# Begoña Aretxaga
Begoña Aretxaga Santos (San Sebastián, 24 de febrero de 1960 - Austin, 28 de diciembre de 2002) fue una antropóloga española conocida por sus estudios sobre violencia política, nacionalismo, sexualidad y género.

## Carrera
Aretxaga se licenció en Filosofía y Psicología por la Universidad del País Vasco en 1983, y se doctoró en Antropología por la Universidad de Princeton en 1992, con una tesis sobre nacionalismo y género en Irlanda (Shattering Silence: Women, Nationalism and Political Subjectivity in Northern Ireland . Rompiendo el silencio: mujeres, nacionalismo y subjetividad política en Irlanda del Norte). De 1993 a 1999 fue profesora adjunta en la Universidad de Harvard, y a partir de 1999 se convirtió en profesora de la Universidad de Texas en Austin.
Su trabajo sobre las protestas de los mineros norirlandeses obtuvo el premio al mejor ensayo antropológico del año por la Society of Psychological Anthropology en 1993, y en 2001 fue nominada al Premio MacArthur.
Falleció a los 42 años de edad por un cáncer de pulmón.

## Obra seleccionada
- Los Funerales en el Nacionalismo Radical Vasco: Ensayo antropológico (1989).
- Mujer Vasca: Imagen y Realidad (coautora, 1985).